# Вес Морган
Вестли Нејтан Морган (енгл. Westley Nathan Morgan; 21. јануар 1984) бивши је јамајканско-енглески фудбалер који је играо у одбрани.
Морган је првих десет година каријере провео у клубу из својих омладинских дана, Нотингем Форесту, за који је одиграо преко 400 утакмица у свим такмичењима. У јануару 2012. године постао је играч Лестер Ситија у ком је убрзо постао капитен и стандардни првотимац. Са Лестером је освојио Премијер лигу 2015/16.
Иако је рођен у Енглеској, одлучио је да представља репрезентацију Јамајке за коју је одиграо 30 утакмица.

## Статистика каријере

### Репрезентативна
| Репрезентација | Година | Наступи | Голови |
| -------------- | ------ | ------- | ------ |
| Јамајка        | 2013   | 4       | 0      |
| Јамајка        | 2014   | 6       | 0      |
| Јамајка        | 2015   | 13      | 0      |
| Јамајка        | 2016   | 7       | 0      |
| Укупно         | Укупно | 30      | 0      |

## Трофеји
Лестер Сити
- Премијер лига: 2015/16.[3]
- ФА куп: 2020/21.[5]
- Чемпионшип: 2013/14.